# Kjøpsvik
Kjøpsvik è un villaggio della Norvegia, situato nella municipalità di Narvik, nella contea di Nordland.